# اروین دیوید ربان
اروین دیوید ربان (انگلیسی: Erwin David Rabhan; ۹ سپتامبر ۱۹۲۶ – ۱۲ نوامبر ۲۰۲۴) فعال تجاری اهل ساوانا، جورجیا، ایالات متحده آمریکا بود.

## زندگینامه
ربان در ۹ سپتامبر ۱۹۲۶ در یک خانواده برجسته یهودی ایرانی در ساوانا، جورجیا متولد شد و در آنجا بزرگ شد. در سال ۱۹۴۳، او از  آکادمی نظامی بندیکتین در ساوانا فارغ‌التحصیل شد. در سال ۱۹۴۹، او از دانشگاه جورجیا با مدرک کارشناسی علوم در رشته کشاورزی فارغ‌التحصیل شد.
او دوست قدیمی رئیس جمهور سابق ایالات متحده جیمی کارتر بود و در سال ۱۹۷۰ به عنوان خلبان دومین کمپین کارتر برای فرمانداری جورجیا خدمت کرد. ربان نزدیک به ۱۱ سال، از سپتامبر ۱۹۷۹ تا ۶ آگوست ۱۹۹۰، در ایران زندانی بود. او در ابتدا به نقض قوانین مالی ایران متهم شد و سپس بعداً به جاسوسی متهم شد، اگرچه هرگز رسماً متهم نشد. گمانه‌زنی‌ها حاکی از آن بود که او به دلیل دوستی‌اش با کارتر هدف قرار گرفته است. ربان تجربه طولانی زندان خود را به عنوان "کما آگاهانه... احساس می‌کنم یک ریپ ون وینکل واقعی هستم" توصیف کرد.
ربان در ۱۴ سپتامبر ۱۹۹۰ با پرواز به فرودگاه هارتسفیلد در آتلانتا به ایالات متحده بازگشت. رئیس جمهور سابق کارتر هنگام ورود به آنجا از او استقبال کرد. کارتر از آزادی دوستش از زندان حمایت کرده بود و از او به عنوان "گروگان" ایران یاد می‌کرد. او به‌طور خصوصی از وزارت امور خارجه ایالات متحده خواست که او را گروگان اعلام کند، اما این کار هرگز انجام نشد.
ربهان در کتاب «اغمای هوشیار: ده سال در زندان ایران» که در سال ۲۰۰۴ منتشر شد، درباره تجربیات خود نوشت.
ربهان در ۱۲ نوامبر ۲۰۲۴ در سن ۹۸ سالگی در ریچموند، ویرجینیا درگذشت.